# Neferhotep III
Sekhemre Sankhtawy Neferhotep III Iykhernofret là vị pharaon thứ ba hoặc thứ tư thuộc vương triều thứ 16 của Thebes, ông cai trị sau Sobekhotep VIII theo các nhà Ai Cập học Kim Ryholt và Darrell Baker. Theo cuộn giấy cói Turin, triều đại của ông chỉ kéo dài vỏn vẹn 1 năm và ông chỉ được biết đến từ một tấm bia đá duy nhất đến từ Thebes. Trong một nghiên cứu cũ, Von Beckerath xác định niên đại của Neferhotep III là vào giai đoạn cuối của vương triều thứ 13.

## Phạm vi cai trị
Trên một tấm bia đá bị hư hại nặng nề (Cairo JE 59635 [CG 20799]), Neferhotep III liên tục gọi Thebes là "thành phố của ta" và ca ngợi bản thân là "người dẫn đường của Thebes chiến thắng". 
Sự nhấn mạnh vào Thebes này được Ryholt hiểu là chỉ ra rằng Neferhotep III chỉ cai trị giới hạn ở khu vực Thebes. Ngoài ra, Baker còn chỉ ra rằng không hề có các chứng thực dành cho các vị vua của vương triều thứ 16 (ngoại trừ Bebiankh và Nebiryraw I) nằm ngoài dải thung lũng sông Nile kéo dài 200 km mà bao gồm cả Thebes, từ Hu ở phía Bắc tới Edfu ở phía Nam. Giới hạn cho sự cai trị của Neferhotep III chỉ ở vùng đất Thebes còn được củng cố hơn nữa bởi một tấm bia đá thuộc về người kế vị của Neferhotep là Seankhenre Mentuhotepi, trên tấm bia này Mentuhotepi tuyên bố "Ta là vua ở bên trong Thebes, đây là thành phố của ta".

## Triều đại
Trên tấm bia đá Thebes của mình, Neferhotep III nhấn mạnh vai trò của ông là người phân phát lương thực cho người dân của mình và nói rằng "Ngài là người nuôi dưỡng thành phố của mình, cứu nó khỏi nạn đói". Điều này, cùng với tên hoàng gia của ông là Sekhemre Sanhktawy, Sức mạnh của Ra, người nuôi dưỡng hai vùng đất là một dấu hiệu mạnh mẽ cho thấy rằng Thượng Ai Cập đã hứng chịu nạn đói vào giai đoạn cuối vương triều thứ 16. Một vị vua khác của thời kỳ này, Senusret IV, đã sử dụng một tên hoàng gia tương tự.
Neferhotep III chắc chắn đã bị vướng vào một cuộc chiến phòng ngự chống lại vương triều thứ 15 của người Hyksos, mà cuối cùng sẽ tàn phá nhà nước của vương triều thứ 16. Neferhotep đã ca ngợi bản thân mình trên tấm bia đá của ông như là " Ngài là người gây dựng lại thành phố của mình, vốn đã bị suy yếu bởi cuộc chiến với những kẻ ngoại quốc". Tấm bia đá này được coi là hiện vật đầu tiên nhắc đến vương miện Khepresh. Neferhotep được thuật lại là đã "Tô điểm với Khepresh, hình ảnh sống của Re, chúa tể của sự kinh hoàng". Hiện vẫn chưa rõ tại sao mà trên tấm bia đá này, Neferhotep III còn được nhắc đến với một biệt danh là Iykhernofret viết trong một đồ hình:

|                |         |     |        |
| \| \| \| \| \| |         |     |        |
|                |         |     |        |
| M18            | T28 · r | nfr | t · Z2 |

| M18 | T28 · r | nfr | t · Z2 |

|                |         |     |        |
| \| \| \| \| \| |         |     |        |
|                |         |     |        |
| M18            | T28 · r | nfr | t · Z2 |

| M18 | T28 · r | nfr | t · Z2 |

Sau triều đại ngắn ngủi của mình, ông được kế vị bởi một vị vua cai trị ngắn ngủi tương tự là Seankhenre Mentuhotepi.